# Аристарх Самосский (аэропорт)
Международный аэропорт «Аристарх Самосский» (греч. Κρατικός Αερολιμένας Σάμου «Αρίσταρχος ο Σάμιος») (ИАТА: SMI, ИКАО: LGSM) — аэропорт на греческом острове Самос. Аэропорт построен в 1963 году и назван именем выдающегося уроженца острова Самос — Аристарха Самосского, создателя первой гелиоцентрической системы мира.

## Расположение
Аэропорт находится в двух километрах к западу от деревни Питагорион, к северо-востоку от древнего укреплённого порта Пифагореи, на берегу моря, так что совершающие взлёт и посадку самолёты проносятся непосредственно над головами отдыхающих.

## Авиакомпании и направления
В 2012 году регулярные рейсы на Самос совершают следующие авиакомпании:
- Aegean Airlines — из Салоников раз в сутки (с 1 мая этот рейс передается новой авиакомпании Astra Airlines)[2].
- Olympic Air — из Афин от двух до четырёх раз в сутки[3].
- Sky Express — с Родоса два раза в неделю выполняется рейс на Лемнос с промежуточными посадками на Самосе и Лесбосе, в том числе один раз в неделю — также на Хиосе[4].

Кроме того, летом Самос принимает чартерные рейсы из многих городов Европы. Прямого сообщения с Россией нет. Есть прямой чартерный рейс авиакомпании «Россия».